# Thứ Năm Tuần Thánh

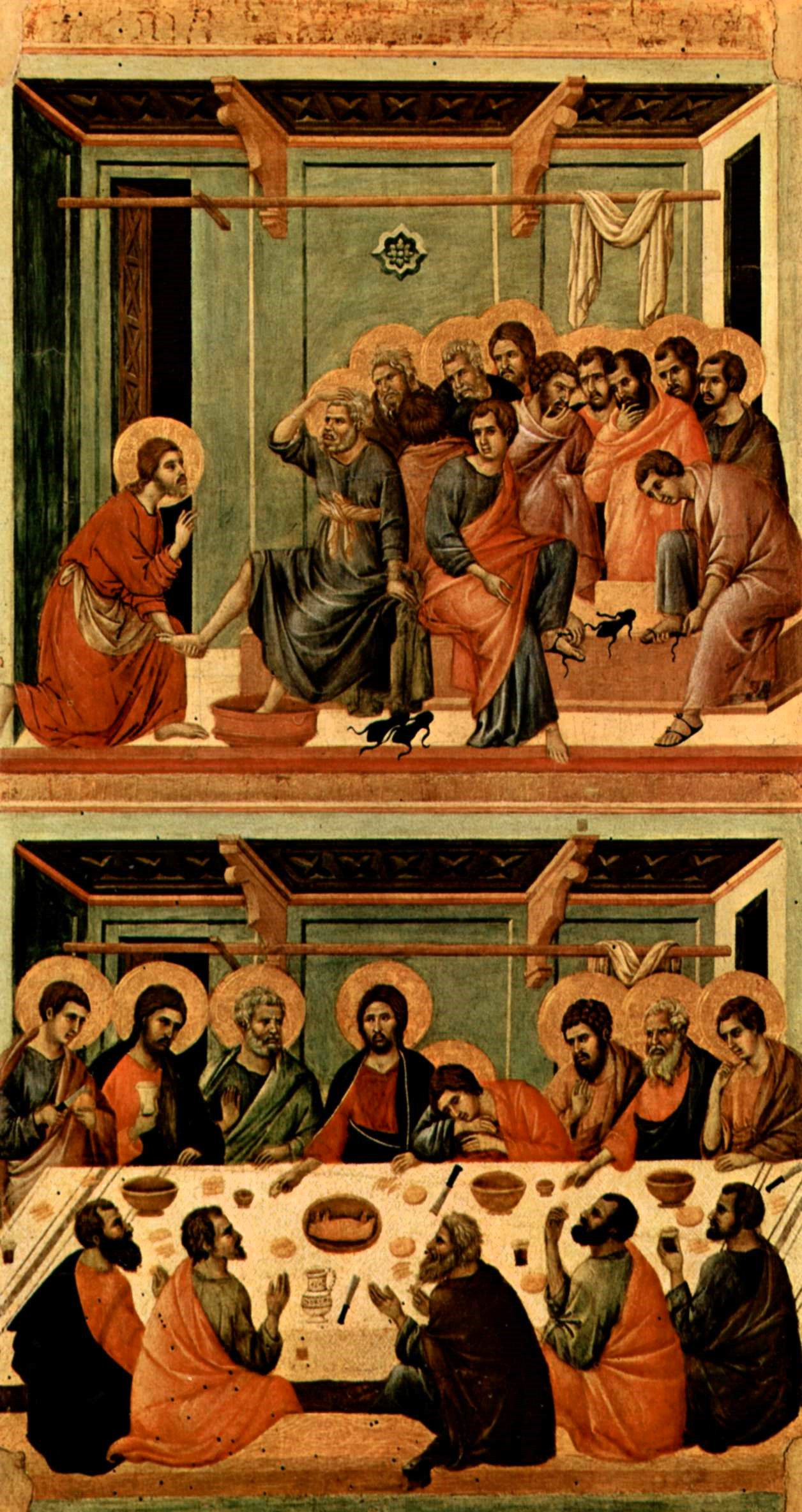
Lễ Rửa Chân môn đồ và Bữa Tiệc Ly, Tranh vẽ tại Bàn thờ Nhà thờ Siena, thế kỷ 14

Trong lịch phụng vụ Công giáo, Thứ năm Tuần Thánh còn gọi là Thứ năm Rửa Chân (tiếng Anh: Holy Thursday hay Maundy Thursday) là một ngày lễ quan trọng của người theo đạo Kitô giáo, Thứ năm Tuần Thánh đánh dấu sự bắt đầu của Tam Nhật Thánh nằm trong Tuần Thánh và lễ này được diễn ra vào buổi tối, theo sau ngày này là Thứ sáu Tuần Thánh.
Vào ngày này, bốn sự kiện được kỷ niệm: việc Chúa Giêsu rửa chân cho các môn đệ, Chúa Giêsu thiết lập Bí tích Thánh Thể và Bí tích Truyền Chức Thánh trong Bữa Tiệc Ly cũng là bữa ăn tối cuối cùng của Chúa Giêsu và các môn đệ trước khi bước vào cuộc khổ nạn, sự lo buồn của Chúa Giêsu trong vườn Giếtsêmani và sự phản bội của Giuđa Ítcariốt.
"Maundy Thursday" (Thứ năm Rửa Chân) là tên truyền thống của ngày này tại nước Anh. Bởi vậy cũng là tên thông thường trong các giáo hội Tin Lành nói tiếng Anh. Các giáo hội Tin Lành sử dụng tiếng Anh khác như Giáo hội Luther sử dụng cả hai tên gọi "Thứ năm Rửa Chân" và "Thứ năm Tuần Thánh". Trong số những tín đồ Công giáo La Mã, chỉ sử dụng tên gọi "Thứ năm Tuần Thánh", trong hàng với tên được dùng trong Nhóm ngôn ngữ Rôman.
Những nghi thức được lưu truyền vào ngày này điển hình bao gồm: đọc một đoạn Sách Phúc âm về Bữa ăn tối cuối cùng, bao gồm việc Chúa Giêsu cầm lấy bánh và rượu nho, trao cho các tông đồ và nói: "đây là mình và máu thầy". Ngày này cũng nhấn mạnh việc rửa chân cho các tông đồ của Chúa Giêsu khi bắt đầu Bữa ăn tối cuối cùng, như đã được viết lại trong Phúc âm Gioan - đó là một lệnh truyền. Trong việc phụng vụ vào ngày này, linh mục chủ sự có thể rửa chân tượng trưng cho một số người để kỷ niệm. Rửa chân là một truyền thống kỷ niệm trong nhiều giáo hội Kitô giáo.
Chúa Jesus đã rửa chân cho các tông đồ để răn dạy rằng cúi mình rửa chân là đặt mình ngang chân người khác, biết bỏ đi cái tôi mà phục vụ bởi tình yêu. Giáo hoàng Phanxicô giải thích rằng lễ rửa chân "là một cử chỉ nhắc nhở cách chúng ta nên đối xử với nhau".
Trong nghi thức phụng vụ Công giáo La Mã, cuối buổi lễ Thứ năm Tuần Thánh có nghi thức kiệu Mình Thánh sang Bàn thờ phụ, và sau đó cất mọi khăn trải Bàn thờ.

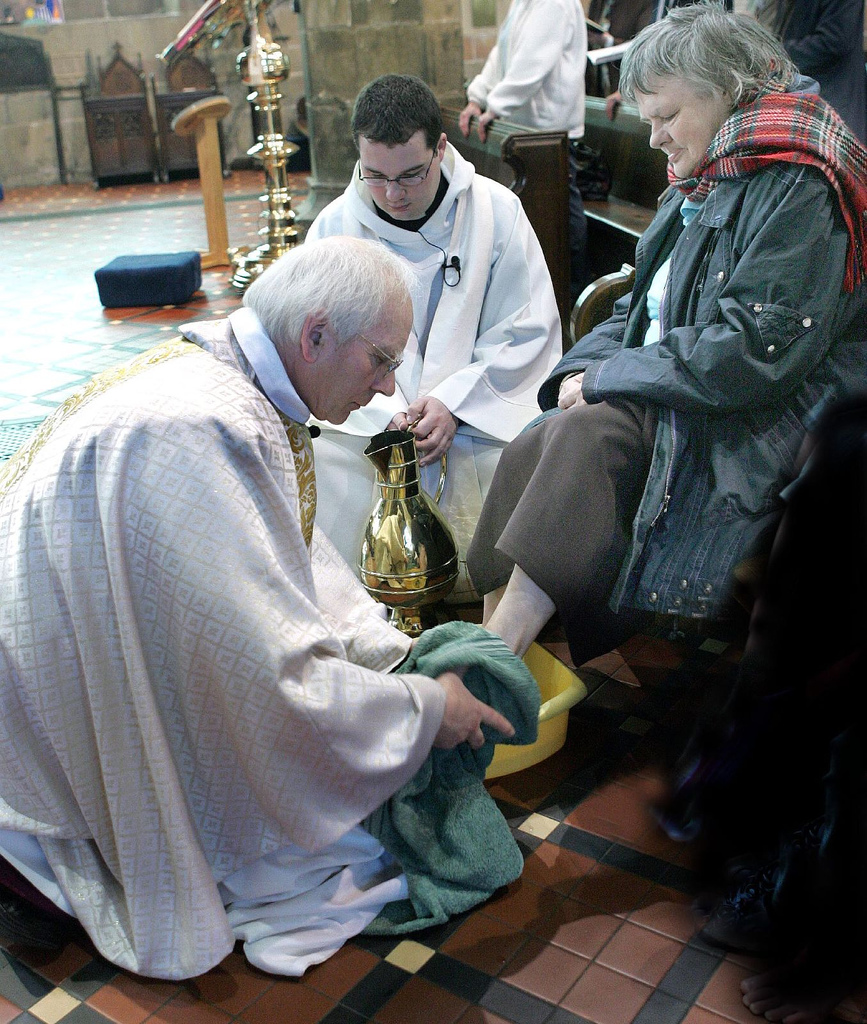
Một giám mục thực hiện nghi thức rửa chân vào ngày Thứ năm Tuần Thánh
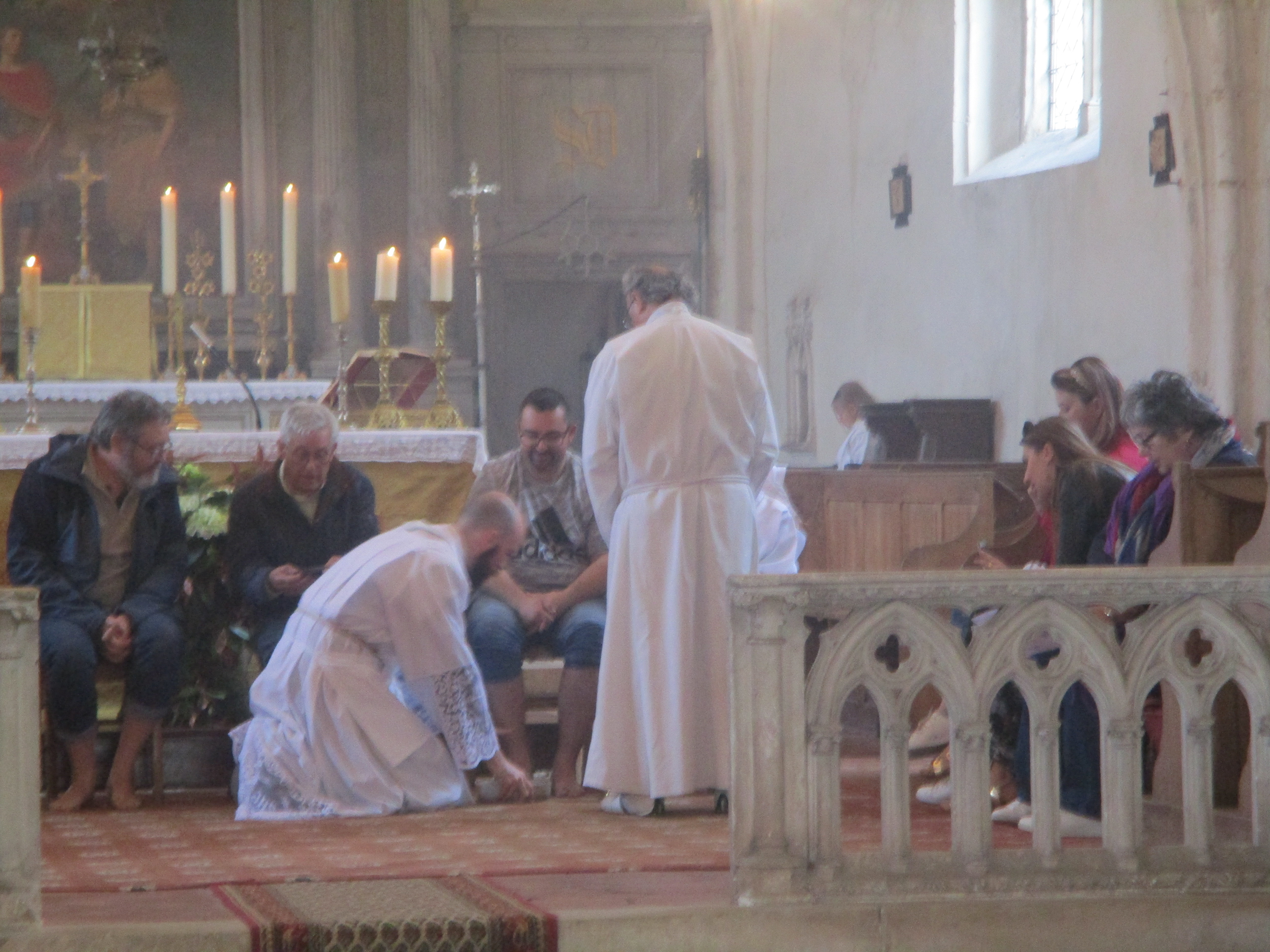
Nghi thức rửa chân trong nhà thờ ở Véron, Pháp
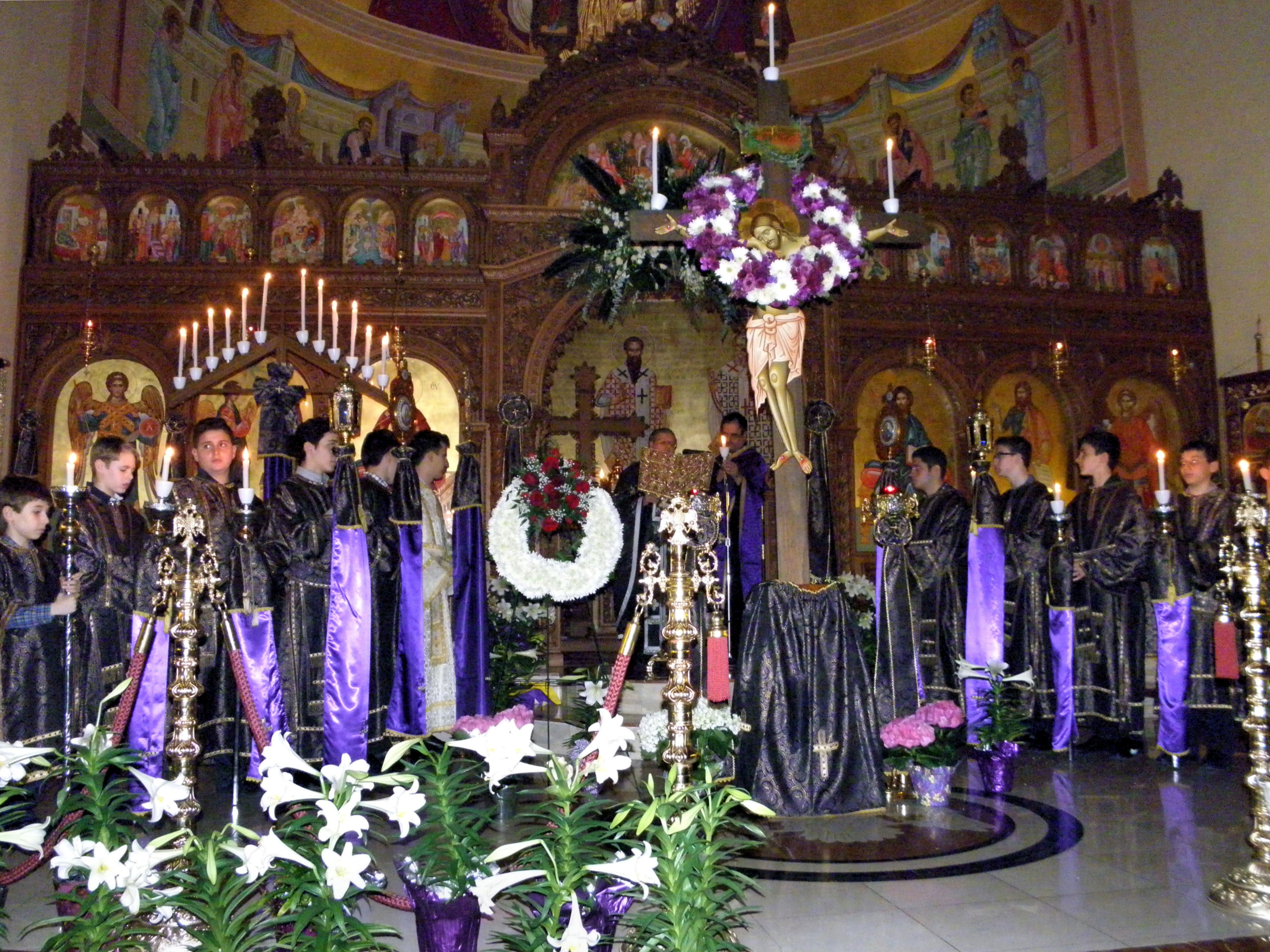
Đọc sách Phúc âm